# 瓜を破る
『瓜を破る』（うりをわる）は、板倉梓による日本の漫画作品。『週刊漫画TIMES』（芳文社）にて、2020年5月1日号に読み切りとして掲載後、好評を得て2020年7月17日号より不定期連載中。
2024年10月時点で累計部数は1055万部を突破している。
2024年1月から3月まで、TBSテレビの「ドラマストリーム」枠でテレビドラマが放送された。

## あらすじ
OLの香坂まい子。彼女は30歳を過ぎても未だ性体験がないことをコンプレックスとしていた。他の人々が普通のことのようにしている体験も、それをできていない彼女は現実に焦る。そんな彼女だが、コピー機をメンテナンスするために職場を訪れたOA機器管理会社勤務の鍵谷千里と出会う。
その後、恋愛関係に発展する2人の様子や、周囲の人々の恋愛事情が描かれていく。

## 登場人物

### 主要人物
香坂 まい子（こうさか まいこ）
本作の主人公。OL。32歳。30歳を過ぎても性体験がないことがコンプレックス。映画が好きで一人でも見に行く。兄がいる。実家は長野県。

鍵谷 千里（かぎや せんり）
29歳。まい子の会社に出入りするOA機器管理会社の契約社員。かつてプロ将棋棋士を目指し奨励会に入っていたが、プロ棋士になれなかったことがコンプレックスになっている。幼い頃に母を亡くし父子家庭だった。実家は埼玉県。

### 関係者
塚田 花絵（つかだ はなえ）
香坂の後輩。

味園 美由紀（みその みゆき）
香坂と同じ部署。アラフォーOL。社内のお局的存在。

辻（つじ）
味園の同期。元同僚だが、10年ぶりに復職する。かつて2人の関係は良好だったが、一時期不仲となる。その後、お互いの誤解が解け再び良好な関係を築く。

原（はら）
香坂の同僚で同期。

染井 菜々（そめい なな）
香坂の同僚。保育園からの呼び出しが何回もあり、職場に申し訳なく思っている。

新田（にった）
香坂たちの上司。

沢 鐘子（さわ しょうこ）
香坂の同僚。40代独身。猫と暮らしている。新築のマンション購入。仕事も完璧にこなすが、イライラすると能面みたいな表情になる。

小平 蓮（こだいら れん）
26歳。派遣社員。沢の部下。イケメン好き。

### その他
佐伯（さえき）
香坂の高校時代の元カレ。

理乃（りの）
香坂の友人。大学からの仲良し

真（まこと）
味園の恋人。同棲中。一時的に喧嘩別れする。

清川（きよかわ）
染井の元カレ。漫画家

柚（ゆず）
塚田の彼氏。

ケイタ
小平の彼氏。

## 書誌情報
- 板倉梓『瓜を破る』 芳文社〈芳文社コミックス〉、既刊12巻（2025年7月14日現在）
  1. 2021年4月15日発売[8][1]、ISBN 978-4-8322-3821-3
  2. 2021年5月13日発売[1]、ISBN 978-4-8322-3828-2
  3. 2021年8月16日発売[1]、ISBN 978-4-8322-3849-7
  4. 2022年1月15日発売[1]、ISBN 978-4-8322-3885-5
  5. 2022年7月14日発売[9][1]、ISBN 978-4-8322-3930-2
  6. 2022年12月15日発売[1]、ISBN 978-4-8322-3961-6
  7. 2023年5月16日発売[10][1]、ISBN 978-4-8322-3992-0
  8. 2023年10月16日発売[1]、ISBN 978-4-8322-0331-0
  9. 2024年3月14日発売[1]、ISBN 978-4-8322-0379-2
  10. 2024年9月13日発売[1]、ISBN 978-4-8322-0434-8
  11. 2025年2月14日発売[1]、ISBN 978-4-8322-0434-8
  12. 2025年7月14日発売[1]、ISBN 978-4-8322-0526-0

## テレビドラマ
『瓜を破る〜一線を越えた、その先には』（うりをわる いっせんをこえた、そのさきには）のタイトルで、2024年1月24日（23日深夜）から3月20日（19日深夜）までTBSテレビの「ドラマストリーム」枠で放送された。主演は久住小春と佐藤大樹（EXILE / FANTASTICS）。

### キャスト
香坂まい子
演 - 久住小春
鍵谷千里
演 - 佐藤大樹（EXILE / FANTASTICS）
染井菜々
演 - 土村芳
小平蓮
演 - 石川瑠華
原幸成
演 - 泉澤祐希
味園美由紀
演 - 酒井若菜

### ゲスト

#### 第1話
- 佐伯 - 松本享恭[11]
- 早乙女真 - 窪塚俊介
- 染井秀直 - 森岡龍
- 辻咲江	- 安藤聖
- ケイタ - 草野大成

### スタッフ
- 原作 - 板倉梓『瓜を破る』（板倉梓 / 芳文社刊）[6]
- 脚本 - おかざきさとこ、髙橋幹子[6]
- 監督 - 坂下雄一郎、枝優花[6]
- オープニングテーマ - ヤングスキニー「恋は盲目」（SPEEDSTAR RECORDS）[12]
- エンディングテーマ - 吉澤嘉代子「涙の国」（ビクターエンタテインメント）[12]
- 劇中漫画 - 鮎原旬
- 複合機・指導協力 - 富士フイルムビジネスイノベーションジャパン
- プロデューサー - 田中美幸、岩上貴則[6]
- 配信プロデューサー - 今井夏木、齊藤彩奈、杉山香織[6]
- 制作プロダクション - C&Iエンタテインメント
- 製作 - 『瓜を破る〜一線を越えた、その先には』製作委員会

### 放送日程
| 話数   | 放送日  | サブタイトル                     | 脚本           | 監督       |
| ------ | ------- | -------------------------------- | -------------- | ---------- |
| 第1話  | 1月24日 | あったかいセックスがしたい       | おかざきさとこ | 坂下雄一郎 |
| 第2話  | 1月31日 | 柱はね、多いほどいいからね       | おかざきさとこ | 坂下雄一郎 |
| 第3話  | 2月07日 | こういう触れ合いは好きなのに…    | おかざきさとこ | 坂下雄一郎 |
| 第4話  | 2月14日 | 元親友だけど、一番嫌いな女       | おかざきさとこ | 坂下雄一郎 |
| 第5話  | 2月21日 | こんな思いするならずっと一人が楽 | おかざきさとこ | 坂下雄一郎 |
| 第6話  | 2月28日 | 逃げてる俺が人を好きになるなんて | おかざきさとこ | 坂下雄一郎 |
| 第7話  | 3月06日 | キスってこんなに気持ちいいんだ   | おかざきさとこ | 坂下雄一郎 |
| 第8話  | 3月13日 | まだ付き合ってない!?             | おかざきさとこ | 坂下雄一郎 |
| 最終話 | 3月20日 | 私がずっと欲しかったもの         | おかざきさとこ | 坂下雄一郎 |

- 初回は前日の火曜ドラマ『Eye Love You』の拡大放送（22時 - 23時12分）に伴う特別編成の関係で15分繰り下げられ、1時13分 - 1時43分に放送された。

| TBS ドラマストリーム                            | TBS ドラマストリーム                                                                             | TBS ドラマストリーム                                                                      |
| 前番組                                          | 番組名                                                                                           | 次番組                                                                                    |
| ----------------------------------------------- | ------------------------------------------------------------------------------------------------ | ----------------------------------------------------------------------------------------- |
| 恋愛のすゝめ （2023年11月21日 - 2024年1月17日） | 瓜を破る〜 一線を越えた、その先には （2024年1月24日 - 3月20日）                                  | からかい上手の高木さん （2024年4月2日 - 5月21日）                                         |
| TBS 水曜 0:58 - 1:28（火曜深夜）                |                                                                                                  |                                                                                           |
| 恋愛のすゝめ （2023年11月21日 - 2024年1月17日） | 瓜を破る〜 一線を越えた、その先には （2024年1月24日 - 3月20日） - 同番組まで『ドラマストリーム』 | 全力挑戦!すとぷりnoりみっと -苺学園放送部- （2024年5月8日 - ） - 同番組よりバラエティ番組 |